# Zacpeten
Zacpeten est un site archéologique maya situé dans le Département du Petén, au Guatemala.

## Situation géographique
Zacpeten se trouve sur une péninsule du lac Salpeten, à l'ouest du lac Petén Itzá.